# 西昌杜鹃
西昌杜鹃（学名：Rhododendron xichangense），为杜鹃花科杜鹃花属下的一个植物种。